# Doryphoribius turkmenicus
Doryphoribius turkmenicus är en djurart som tillhör fylumet trögkrypare, och som beskrevs av Vladimir I. Biserov 1999. Doryphoribius turkmenicus ingår i släktet Doryphoribius och familjen Hypsibiidae. Inga underarter finns listade i Catalogue of Life.